# 多利安调式
多利安调式（英语：Dorian mode）亦译多利亚调式，是中古调式（教会调式）的一种。它源自古希腊时期，经历中世纪。教会音乐发展至今，在不同时期其音阶排列有不同的规则。现代的多利安调式音响效果如下（C为主音）：
您的浏览器不支持播放音频。您可以下载音频文件。

## 古希腊的多利安调式
多利安调式的名称来源于古希腊四个主要部族之一的多利安人。它的八度音阶建立在两个由全音连接的四音列之上，由高音（Hypate meson）至低音（Nete diezeugmenon）下行排列。
在四分音列音属（Enharmonic genus）中，每个四音列内部的音程间隔是四分一音-四分音-大三度。其音响效果如下（E音开始，上行）：
您的浏览器不支持播放音频。您可以下载音频文件。
在半音音列音属（Chromatic genus）中，四音列内部的音程间隔是半音-半音-小三度。其音响效果如下：
您的浏览器不支持播放音频。您可以下载音频文件。
在自然音列音属（diatonic genus）中，音程间隔则是半音-全音-全音。这种排列模式与现代的弗里几亚调式一致，例子中就相当于钢琴上从E开始向上弹奏所有白键到八度上方的E：
您的浏览器不支持播放音频。您可以下载音频文件。
特别地，在指定音上方大二度开始构造两个并接（前一个四音列的第四个音与后一个四音列的第一个音相同）的半音-全音-全音四音列，可得到下多利安调式，与现在的自然小调音阶相同；在两个并接的半音-全音-全音四音列上方大二度加上指定音，则可以获得古希腊密克索吕底安调式，与现代洛克里安调式音阶相同。

## 中世纪的教会多利亚调式
在公元八世纪时的法兰克王国，查理曼的秘书阿尔琴（Flaccus Alcuin，735-804AD）在他的著作《音乐》（Musica）中，将调式分为四类，每类分正格与变格两种，共8个教会调式。调式的名称袭承自古希腊调式理论，并且在之后的近千年里，直到十八世纪末至十九世纪，扩充为14个。但在传承过程中，与古希腊调式具有相同名称的调式，其音阶发生了变化。
中世纪的正格多利安调式音程关系为全-半-全-全-全-半-全，以D为起音；变格多利安调式则与古希腊时期的下多利安调式一致。

## 现代多利安调式

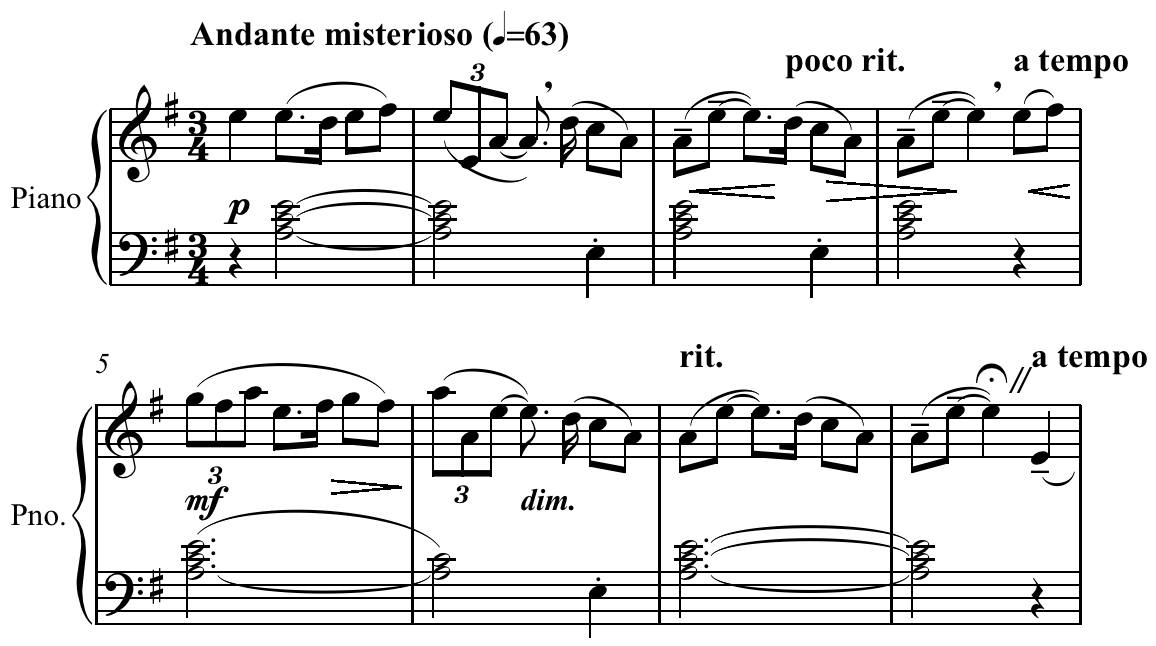
欧内斯特·布洛赫的作品Poems of the Sea: Chanty中出现的多利安调式片段。

巴洛克时期以及古典主义时期鲜有中古调式的乐曲。在浪漫主义时期，作曲家们发现中古调式所带来的别样于大小调体系的调式色彩，因此又被重新使用至今，其中自然也包括多利安调式。
现代的多利安调式又被米利·阿列克谢耶维奇·巴拉基列夫称为“俄罗斯小调”。它是一个严格的自然音阶，对应钢琴白键中从D开始，到高八度D的一个八度：
您的浏览器不支持播放音频。您可以下载音频文件。
其音程关系为全-半-全-全-全-半-全，和中世纪正格多利安调式一致。但与中世纪不同的是，现代多利安调式是平均律音阶，即组成其音阶的每个半音及每个全音的音分都分别相等。这意味着它可以被移调到任何一个主音高度。如C多利安调式为1，2，♭3，4，5，6，♭7，1。
此外，因为主音到三级音的音程关系是小三度，它亦是一个小调式。它也可以看作是自然小调（爱奥尼亚调式）的六级音升高半音而成。
有时，它也容易和汉族五声性调式下的羽七声雅乐调式混淆，因为它们也具有相同的音阶排列。

## 調號
白鍵開始的多利安調式的調號個數都不超過3個：
- D多利安調式（無調號）
- A多利安調式（1個升號）/G多利安調式（1個降號）
- E多利安調式（2個升號）/C多利安調式（2個降號）
- B多利安調式（3個升號）/F多利安調式（3個降號）

黑鍵開始的多利安調式（由於每個黑鍵都有兩種異名同音的名稱，所以每個黑鍵的多利安調式也都有兩個名稱，但是當中有兩個調式因為有8個調號，也就是調號當中有重升號或重降號，因此只是理論調而已）：
- F#/Gb多利安調式（4個升號或8個降號，後者為理論調）
- A#/Bb多利安調式（8個升號或4個降號，前者為理論調）
- C#/Db多利安調式（5個升號或7個降號）
- D#/Eb多利安調式（7個升號或5個降號）
- G#/Ab多利安調式（6個升號或6個降號）

D多利安調式：不用升或降任何音
A多利安調式：需升第6個音（F）/G多利安調式：需降第3個音（B）
E多利安調式：需升第2、6個音（F、C）/C多利安調式：需降第3、7個音（E、B）
B多利安調式：需升第2、5、6個音（C、F、G）/F多利安調式：需降第3、4、7個音（A、B、E）

## 多利安音階指法
白鍵開始的多利安音階指法為：（右手第1指開始第5指終止，左手第5指開始第1指終止）
- 右手：12312341231234123123412312345
- 左手：54321321432132143213214321321

兩個例外為（因為不能讓第1指彈到黑鍵）：
- B多利安調式，右手相同，左手為43214321321432132143213214321（左手第4指開始）
- F多利安調式，左手相同，右手為12341231234123123412312341234（右手第4指終止）

黑鍵開始的多利安調式為：
- F#多利安調式：

- - 右手：23123412312341231234123123412
  - 左手：43213214321321432132143213212

- Bb多利安調式：

- - 右手：21231234123123412312341231234
  - 左手：21432132143213214321321432132

- C#/Db多利安調式、D#/Eb多利安調式、G#/Ab多利安調式：

- - 用到全部五個黑鍵，使用以下的規則（兩手相同）：兩個相鄰的黑鍵用第2、3指，三個相鄰的黑鍵用第2、3、4指，白鍵用第1指

## 和聲多利安音階
和聲多利安音階總共有9個音，在原本多利安音階的第4個音和第5個音之間增加一個音，為第4個音增加半音或者第5個音減少半音的音，這個音可以跟第1（或8）、3、6個音構成減七和弦，例如D和聲多利安音階就是增加G#/Ab這個音，但是為了讓一個音階只有8個音，所以通常會把原本的第4或第5個音拿掉，此時剩下的8個音做為主音剛好可以構成7種不同的七和弦（剛好也就是常見的7種七和弦）：
| 主音                              | 第1個音與第8個音         | 第2個音        | 第3個音               | 第4個音       | 第4個音增加半音或者第5個音減少半音的音 | 第5個音               | 第6個音                  | 第7個音               |
| 拿掉第4個音（改為其升半音後的音） | 小七（m7）和弦           | 屬七（7）和弦  | 大七（maj7）和弦      | 不適用        | 減七（dim7）和弦                       | 小大七（m(maj7)）和弦 | 小七減五度（m7(-5)）和弦 | 增大七（+(maj7)）和弦 |
| 拿掉第5個音（改為其降半音後的音） | 小七減五度（m7(-5)）和弦 | 小七（m7）和弦 | 小大七（m(maj7)）和弦 | 屬七（7）和弦 | 增大七（+(maj7)）和弦                  | 不適用                | 減七（dim7）和弦         | 大七（maj7）和弦      |

## 多利安五聲音階
使用多利安調式的第1、2、4、5、7、8（刪掉第3個音和第6個音），為多利安五聲音階，等同於中國五聲音階的商調式。

## 與其他調式的關係
- 升第3個音，變為混合利迪亞調式（英语：Mixolydian mode）/降第6個音，變為愛奧利亞調式（英语：Aeolian mode）（自然小音階、旋律小音階下行）
- 升第3、7個音，變為愛奧尼亞調式（自然大音階、旋律大音階上行）/降第2、6個音，變為弗里幾亞調式（英语：Phrygian mode）
- 升第3、4、7個音，變為利迪亞調式（英语：Lydian mode）/降第2、5、6個音，變為洛克里亞調式（英语：Locrian mode）
- 升第3、4、5、7個音，變為增利迪亞調式（英语：Lydian augmented scale）/降第2、4、5、6個音，變為減洛克里亞調式（英语：Altered scale）
- 升第7個音，變為爵士小調調式（英语：Jazz minor scale）（旋律小音階上行）/降第2個音，變為多利安降2調式（英语：Dorian ♭2 scale）
- 升第3、4個音，變為利迪亞降7調式（英语：Acoustic scale）/降第5、6個音，變為洛克利亞還原2調式（英语：Half diminished scale）
- 升第4個音或者降第5個音，變為和聲多利安調式
- 升第3個音與降第2個音，變為和聲混合利迪亞調式/升第7個音與降第6個音，變為和聲愛奧利亞調式（和聲小音階）
- 升第3、7個音與降第6個音，變為和聲愛奧尼亞調式（和聲大音階）/升第3個音與降第2、6個音，變為和聲弗里幾亞調式
- 升第4、7個音，變為和聲利迪亞調式/降第2、5個音，變為和聲洛克里亞調式
- 升第3個音與降第6個音，變為愛奧利亞升3調式（英语：Aeolian dominant scale）（旋律大音階下行）
- 只用第1、2、4、5、7、8個音，變為中國五聲音階的商調式
- 只用第1、2、4、5、6、8個音，變為中國五聲音階的徵調式/只用第1、3、4、5、7、8個音，變為中國五聲音階的羽調式
- 只用第1、2、3、5、6、8個音並升第3個音，變為中國五聲音階的宮調式/只用第1、3、4、6、7、8個音並降第6個音，變為中國五聲音階的角調式

## 多利安调式歌曲实例

### 西方传统民歌
- Drunken Sailor（英语：Drunken Sailor）[6]
- Scarborough Fair，较为著名的英国民歌[6]。
- Noël nouvelet（英语：List of Christmas carols#French），15世纪的法国圣诞节颂歌[7]。

### 中世纪音乐
- Ave maris stella（英语：Ave maris stella），格里高利圣咏[8]。
- Chominciamento di gioia，一首14世纪的意大利舞曲。
- Lamento di Tristano，一首14世纪的意大利舞曲。

### 浪漫主义时期
- Et incarnatus est，贝多芬所作D大调庄严弥撒选段[9]。
- 让·西贝柳斯创作的《第六交响曲》（英语：Symphony No. 6 (Sibelius)）的大部分[10]。

### 现代音乐
- 橄榄树，华语流行音乐，李泰祥作曲。
- 鲁冰花，1989年同名台湾电影主题曲，陳揚作曲。
- 滾滾紅塵，1990年同名香港电影主题曲，羅大佑作曲。

## 外部引用
1. ↑  Thomas J. Mathiesen, "Greece, §I: Ancient: 6. Music Theory: (iii) Aristoxenian Tradition: (d) Scales". The New Grove Dictionary of Music and Musicians, second edition, edited by Stanley Sadie and John Tyrrell (professor of music) (London: Macmillan Publishers, 2001).
2. ↑  Thomas J. Mathiesen, "Greece, §I: Ancient: 6. Music Theory: (iii) Aristoxenian Tradition: (e) Tonoi and Harmoniai". The New Grove Dictionary of Music and Musicians, second edition, edited by Stanley Sadie and John Tyrrell (professor of music) (London: Macmillan Publishers, 2001).
3. ↑  Harold S. Powers, "Hypodorian", The New Grove Dictionary of Music and Musicians, second edition, 29 vols., edited by Stanley Sadie and John Tyrrell (professor of music) (London: Macmillan Publications, 2001): 12:36–37. ISBN 978-1-56159-239-5
4. ↑  Bruce Benward and Marilyn Nadine Saker, Music in Theory and Practice: Volume II, eighth edition (Boston: McGraw-Hill, 2009): 243–44. ISBN 978-0-07-310188-0.
5. ↑  Richard Taruskin, "From Subject to Style: Stravinsky and the Painters", in Confronting Stravinsky: Man, Musician, and Modernist, edited by Jann Pasler, 16–38 (Berkeley, Los Angeles, and London: University of California Press, 1986): 33. ISBN 0-520-05403-2.
6. 1 2  Ger Tillekens, "Marks of the Dorian Family （页面存档备份，存于）" Soundscapes, no. 5 (November 2002) (Accessed 30 June 2009).
7. ↑  . www.hymnsandcarolsofchristmas.com.   [18 December 2019]. （原始内容存档于2020-07-30）.
8. ↑  The Benedictines of Solesmes (eds.), The Liber Usualis, with Introduction and Rubrics in English (Tournai and New York: Desclée & Co., 1961): 1259–61.
9. ↑  Michael Steinberg, "Notes on the Quartets", in The Beethoven Quartet Companion, edited by Robert Winter and Robert Martin,[页码请求] (Berkeley: University of California Press, 1994): 270. ISBN 978-0-520-20420-1; OCLC 27034831.
10. ↑  Lionel Pike, "Sibelius's Debt to Renaissance Polyphony", Music & Letters 55, no. 3 (July 1974): 317–26 (citation on 318–19).